# Ferdinando Carulli

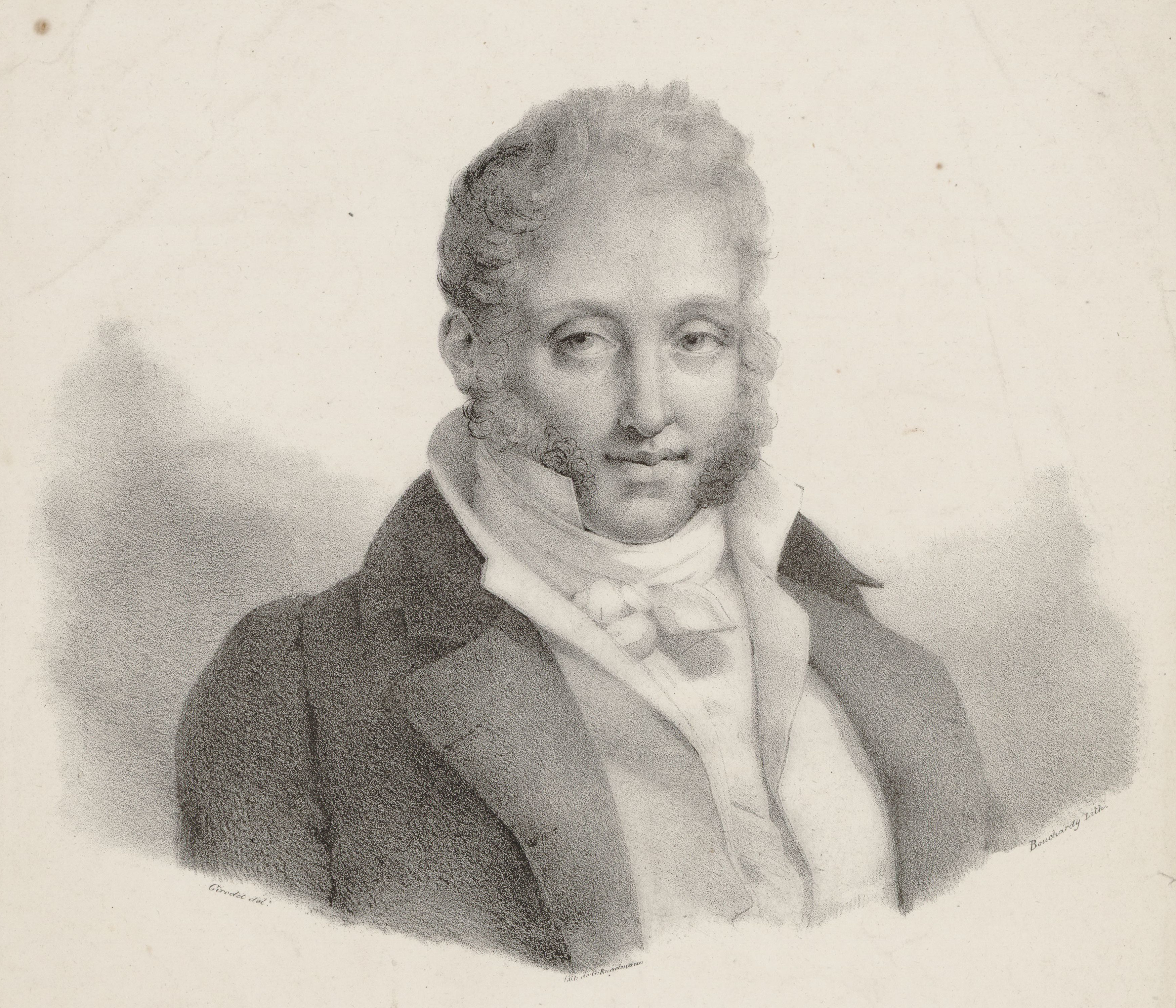
Ferdinando Carulli.

Ferdinando Carulli, född den 9 februari 1770 i Neapel död den 17 februari 1841 i Paris, var en italiensk kompositör och klassisk gitarrist. 
Carulli var mycket produktiv och skrev över 400 verk till gitarr under en 12-årsperiod. Carulli började tidigt med musik och undervisades i musikteori av en präst. Han började spela cello som första instrument men upptäckte gitarren vid 20 års ålder. Eftersom det saknades professionella gitarrpedagoger i Neapel på den tiden utvecklade Carulli en egen spelteknik som han senare kom att dokumentera i sin metodikbok som går att finna än idag. Carulli gav spelningar runt om i Neapel som snabbt blev ryktbara. Detta ledde till turnéer runt om i Europa. Efter några succéartade konserter i Paris flyttade han slutligen dit.